# A Flower Bookmark
A Flower Bookmark (Hangul: 꽃갈피; RR: Kkotgalpi) là mini album cover đầu tiên của ca sĩ, nhạc sĩ và diễn viên IU. Đây cũng là mini album tiếng Hàn thứ tư của cô. Mini album được phát hành vào ngày 16 tháng 5 năm 2014, ngày sinh nhật của cô, bởi LOEN Entertainment dưới sự sản xuất LOEN Tree. Không giống như những album trước của cô, A Flower Bookmark đặc biệt có những phiên bản cover của những bài hát K-pop nổi tiếng từ những năm 1980 đến những năm 1990.
Mini album thành công về mặt thương mại và nhận được những lời phê bình tích cực từ cộng đồng. Mini album tạo ra hai single hit, single chính "My Old Story" và "The Meaning of You". Ca sĩ đứng đầu bảng xếp hạng Billboard Korea K-Pop Hot 100, trong khi album thứ hai được xếp hạng là "Song of the Year" của Gallup Korea vào năm 2014. Đặc biệt hơn, sau này "The Meaning of You" đạt được doanh số hơn hai triệu bản digital kể từ khi phát hành, thậm chí còn bán chạy hơn bài hát chính của album. Mini album cũng giúp IU giành được giải MelOn Music Award for Artist of the Year, và đề cử tại hạng mục Album of the Year. Tạp chí Billboard chọn album vào vị trí thứ ba trong danh sách "Best K-Pop Albums of 2014". Tính đến tháng 3 năm 2018, album đã có hơn 50,000 bản và sáu triệu digital single tại Hàn Quốc.

## Bối cảnh và phát hành
A Flower Bookmark tổng cộng các phiên bản cover của các bài hát nổi tiếng của K-pop từ những năm 1980 đến 1990, bao gồm "My Old Story" (Jo Deok-bae, 1985), "Flower" (Kim Kwang-seok, 1991), "Pierrot Smiles at Us" (Kim Wan-sun, 1990), "When Love Passes By" (Lee Moon-se, 1987), "The Meaning of You" (Sanulrim, 1984), "Dreams in Summer Night" (Kim Hyun-sik, 1988), và "Boom Ladi Dadi" (Clon, 1996).
Vào ngày 15 tháng 5, video teaser cho A Flower Bookmark đã được đăng tải trên kênh YouTube chính thức của LOEN Entertainment. Teaser có sự góp mặt của Kim Wan-sun, ca sĩ của bài "Pierrot Smiles at Us" (Hangul: 삐에로는 우릴 보고 웃지; RR: Ppieroneun Uril Bogo Utji). MV chính thức cho title track "My Old Story" (Hangul: 나의 옛날 이야기; RR: Naui Yetnal Iyagi) đã được phát hành trên YouTube vào cùng ngày.
Album được phát hành vào ngày tiếp theo đó. Sau khi album được phát hành, "My Old Story" đã đạt được perfect all-kill.

## Thương mai
Tính đến tháng 10 năm 2015, album đã đạt doanh số là 53,900 bản tại Hàn Quốc và 900 tại Nhật Bản.

## Danh sách đĩa nhạc
| CD/Digital download | CD/Digital download                                                         | CD/Digital download | CD/Digital download | CD/Digital download |
| STT                 | Nhan đề                                                                     | Phổ lời             | Phổ nhạc            | Thời lượng          |
| ------------------- | --------------------------------------------------------------------------- | ------------------- | ------------------- | ------------------- |
| 1.                  | "My Old Story" (나의 옛날 이야기; Naui Yetnal Iyagi)                        | Jo Deok-bae         | Jo Deok-bae         | 3:33                |
| 2.                  | "Flower" (꽃; Kkot)                                                         | Moon Dae-hyeon      | Moon Dae-hyeon      | 2:59                |
| 3.                  | "Pierrot Smiles at Us" (삐에로는 우릴 보고 웃지; Ppieroneun Uril Bogo Utji) | Lee Seung-ho        | Son Moo-hyeon       | 3:53                |
| 4.                  | "When Love Passes By" (사랑이 지나가면; Sarang-i Jinagamyeon)               | Lee Young-hoon      | Lee Young-hoon      | 4:00                |
| 5.                  | "The Meaning of You" (너의 의미; Neoui Euimi, feat. Kim Chang-wan)          | Kim Han-young       | Kim Chang-wan       | 3:15                |
| 6.                  | "Dreams in Summer Night" (여름밤의 꿈; Yeoreumbamui Kkum)                   | Yoon Sang           | Yoon Sang           | 3:56                |
| 7.                  | "Boom Ladi Dadi" (꿍따리 샤바라; Kkungddari Shabara, feat. Clon)            | Kim Chang-hwan      | Kim Chang-hwan      | 3:48                |
| Tổng thời lượng:    | Tổng thời lượng:                                                            | Tổng thời lượng:    | Tổng thời lượng:    | 25:24               |

| LP (Limited edition) | LP (Limited edition)                                                        | LP (Limited edition) | LP (Limited edition) | LP (Limited edition) |
| STT                  | Nhan đề                                                                     | Phổ lời              | Phổ nhạc             | Thời lượng           |
| -------------------- | --------------------------------------------------------------------------- | -------------------- | -------------------- | -------------------- |
| 1.                   | "My Old Story" (나의 옛날 이야기; Naui Yetnal Iyagi)                        | Jo Deok-bae          | Jo Deok-bae          | 3:33                 |
| 2.                   | "Flower" (꽃; Kkot)                                                         | Moon Dae-hyeon       | Moon Dae-hyeon       | 2:59                 |
| 3.                   | "Pierrot Smiles at Us" (삐에로는 우릴 보고 웃지; Ppieroneun Uril Bogo Utji) | Lee Seung-ho         | Son Moo-hyeon        | 3:53                 |
| 4.                   | "When Love Passes By" (사랑이 지나가면; Sarang-i Jinagamyeon)               | Lee Young-hoon       | Lee Young-hoon       | 4:00                 |
| 5.                   | "The Meaning of You" (너의 의미; Neoui Euimi, feat. Kim Chang-wan)          | Kim Han-young        | Kim Chang-wan        | 3:15                 |
| 6.                   | "Dreams in Summer Night" (여름밤의 꿈; Yeoreumbamui Kkum)                   | Yoon Sang            | Yoon Sang            | 3:56                 |
| 7.                   | "Boom Ladi Dadi" (꿍따리 샤바라; Kkungddari Shabara, feat. Clon)            | Kim Chang-hwan       | Kim Chang-hwan       | 3:48                 |
| 8.                   | "Eoheoya Dunggidunggi (LP only)" (어허야 둥기둥기)                          | Eom Ki-won           | Geum Soo-hyun        | 2:34                 |
| Tổng thời lượng:     | Tổng thời lượng:                                                            | Tổng thời lượng:     | Tổng thời lượng:     | 26:38                |

## Bảng xếp hạng
| Bảng xếp hạng (2014)     | Vị trí xếp hạng cao nhất |
| ------------------------ | ------------------------ |
| Hàn Quốc Album (Gaon)    | 2                        |
| Japanese Albums (Oricon) | 144                      |

| Bảng xếp hạng (2014)  | Vị trí xếp hạng cao nhất |
| --------------------- | ------------------------ |
| Hàn Quốc Album (Gaon) | 5                        |

| Bảng xếp hạng (2014)  | Vị trí xếp hạng cao nhất |
| --------------------- | ------------------------ |
| Hàn Quốc Album (Gaon) | 47                       |

## Danh hiệu

### Lễ trao giải âm nhạc hàng năm
| Năm  | Giải thưởng                  | Hạng mục                      | Nhận              | Kết quả   |
| ---- | ---------------------------- | ----------------------------- | ----------------- | --------- |
| 2014 | 6th MelOn Music Awards       | Artist of the Year            | IU                | Đoạt giải |
| 2014 | 6th MelOn Music Awards       | Album of the Year             | A Flower Bookmark | Đề cử     |
| 2014 | 6th MelOn Music Awards       | Top 10 Artists                | IU                | Đoạt giải |
| 2014 | 16th Mnet Asian Music Awards | The Most Popular Vocalist     | IU                | Đoạt giải |
| 2015 | 24th Seoul Music Awards      | Bonsang (Main Prize)          | IU                | Đề cử     |
| 2015 | 24th Seoul Music Awards      | High1/Mobile Popularity Award | IU                | Đề cử     |
| 2015 | 24th Seoul Music Awards      | Hallyu Special Award          | IU                | Đề cử     |

## Sử dụng trong phương tiện truyền thông
- "The Meaning of You" (tiếng Hàn: 너의 의미; Romaja: Neoui Euimi) đã được giới thiệu trên quảng cáo của tập đoàn SK Telecom.[20]

## Lịch sử phát hành
| Khu vực  | Ngày                | Định dạng            | Edition   | Hãng            |
| -------- | ------------------- | -------------------- | --------- | --------------- |
| Hàn Quốc | 16 tháng 5 năm 2014 | CD, digital download | LOEN Tree |                 |
| Toàn cầu | 16 tháng 5 năm 2014 | Digital download     | LOEN Tree |                 |
| Hàn Quốc | 21 tháng 8 năm 2014 | LP                   | LOEN Tree | Limited Edition |